# Cenangiopsis
Cenangiopsis — рід грибів. Назва вперше опублікована 1947 року.

## Класифікація
До роду Cenangiopsis відносять 7 видів:
- Cenangiopsis atro-fuscus
- Cenangiopsis atrofuscata
- Cenangiopsis chlorospleniella
- Cenangiopsis junipericola
- Cenangiopsis oxyparaphysata
- Cenangiopsis rubicola
- Cenangiopsis sambuci